# Desastre do Trem dos Estudantes
O Desastre do Trem dos Estudantes foi um acidente ferroviário entre dois trens ocorrido em Suzano em 8 de junho de 1972.

## Antecedentes
Com a abertura de duas faculdades em Mogi das Cruzes em 1963, o número de pessoas viajando entre São Paulo e a cidade cresceu. Em 1972 havia quase dez mil estudantes matriculados nas faculdades Braz Cubas e Mogi das Cruzes, a maioria moradora da capital paulista e que aproveitava o grande número de vagas oferecidas pelas faculdades mogianas. A forma mais utilizada de transporte dos estudantes era o trem de subúrbio da Estrada de Ferro Central do Brasil. Em 1965 surgiu o primeiro trem dos estudantes, composições que circulavam em horários especiais para atender aos horários de aulas em Mogi.
Naquela época, a Rede Ferroviária Federal (RFFSA) investiu na eletrificação dos trens de subúrbio e na compra de novos trens (Série 400). Já a instalação do novo sistema de Controle de Tráfego Centralizado (CTC) nos subúrbios da Central em São Paulo teve suas obras iniciadas em 1965. Em 1972, ano do acidente, a Rede Ferroviária Federal ainda não havia concluído a instalação do sistema CTC.
Apesar do aumento na circulação de trens entre São Paulo e Mogi, o sistema de controle e sinalização da ferrovia entre São Paulo e Mogi era feito por meio do staff elétrico (sistema criado no século XIX e obsoleto nos anos 1970).

## Acidente
O trem de subúrbio UPE-2 partiu da estação Roosevelt às 6h50 com destino a Mogi das Cruzes, onde deveria chegar às 7h41. O UPE-2 era um trem especial, criado pela RFFSA para o transporte dos estudantes das faculdades Braz Cubas e Mogi das Cruzes. Esses trens eram chamados popularmente de "Trem dos Estudantes". O UPE-2 percorreu a Linha Tronco Mogi até a estação Suzano sem percalços, passando sem parar por ela às 7h35. O UPE-2 parou abruptamente entre as estações de Suzano e Jundiapeba por falta de energia elétrica, em um semáforo diante da passagem de nível ali existente. Após um curto restabelecimento, o UPE-2 percorreu poucos metros até parar no quilômetro 44 da ferrovia, em frente ao complexo fabril da Hoechst onde ocorreu nova queda de energia.
Da estação Roosevelt partiu às 7h00 o trem diesel SP-2 com destino ao Rio de Janeiro, com chegada prevista para as 18h00. O SP-2 era um dos trens que realizava a ligação diária entre São Paulo e o Rio de Janeiro. Diferente do Trem Santa Cruz (trem luxuoso que também cobria o trecho Rio-São Paulo), o SP-2 era chamado de "Trem dos Migrantes", por ter passagens mais acessíveis e atraía passageiros de origem humilde. O SP-2 chegou na estação de Suzano poucos minutos após a partida do UPE-2. Ao chegar, ficou retido pelo chefe da estação José Carlos da Costa através do semáforo da estação posicionado na cor vermelha. O maquinista do trem SP-2, Geraldo Couto, recebeu um cupom de licença e foi orientado a seguir até o próximo semáforo (posicionado pela estação Suzano na cor vermelha), onde deveria aguardar o prosseguimento do UPE-2 até a estação de Jundiapeba.
O trem SP-2 partiu rumo ao Rio de Janeiro. Ao passar pela passagem de nível entre Suzano e Jundiapeba, não parou. Às 7h46 o trem diesel SP-2 chocou-se com a traseira do trem de subúrbio UPE-2. Apesar da frenagem realizada pelo maquinista do SP-2 no ultimo instante, a força do impacto entre os dois trens fez com que o SP-2 empurrasse o UPE-2 por cerca de trezentos metros. O som do choque foi ouvido em um raio de três quilômetros do acidente. O impacto causou a morte de dezesseis pessoas inicialmente, incluindo o maquinista Couto e seu ajudante. O chefe da estação de Suzano tentava entrar em contato com o seu colega da estação de Jundiapeba quando ouviu o estrondo.
Os primeiros esforços de resgate foram iniciados no próprio local pelos estudantes dos outros vagões do UPE-2, parte deles das faculdades de medicina de Mogi. Os operários da fábrica Hoechst, que cederam todos os caminhões disponíveis para transporte e atenderam os feridos de forma improvisada no ambulatório da fábrica. Uma guarnição do Corpo de Bombeiros de Mogi das Cruzes chega com cinco homens transportando maçaricos para cortar os destroços. Posteriormente chegam guarnições de São Paulo e Santo André. Quando todos os caminhões partiram com feridos para a Santa Casa de Suzano e Mogi das Cruzes, ainda haviam dezenas de feridos que acabaram transportados em automóveis particulares e nas primeiras viaturas policiais que chegaram ao local do acidente. Ambulâncias de Mogi, Suzano e São Paulo chegam para transportar os feridos enquanto um batalhão da Polícia Militar inicia o isolamento do local. A situação de alguns feridos era grave demais e eles acabaram transferidos por helicópteros da Força Aérea Brasileira para o Hospital das Clínicas. Às 11 horas chega o primeiro guindaste da Rede Ferroviária Federal para auxiliar nos trabalhos de resgate dos corpos prensados entre os dois trens.

## Consequências
Logo após o acidente, o delegado de Suzano João Rodrigues culpou inicialmente a falta de energia elétrica como a causa principal do acidente, colocando como causa secundária a liberação de passagem do trem SP-2 pelo chefe da estação de Suzano. Uma segunda versão acusou Geraldo Couto, o maquinista falecido do SP-2, de ter partido da estação de Suzano com o sinal da plataforma amarelo ainda aceso, desobedecendo o regulamento de circulação que somente liberava partidas após o apagar do sinal amarelo.  Posteriormente a falha elétrica e a suposta partida do maquinista foram deixadas de lado pelas autoridades, que culparam exclusivamente o chefe da estação de Suzano, José Carlos da Costa, pelo acidente.
Em 16 de junho o presidente da RFFSA prometeu investir na modernização dos trens de subúrbio de São Paulo, incluindo melhorias no "Trem dos Estudantes". Em menos de dois meses a RFFSA apresentou um trem reformado para atender aos estudantes, porém despertou protestos dos demais passageiros dos subúrbios paulistas que estavam aguardando melhorias.
Em março de 1973 o presidente da União dos Estudantes de Mogi das Cruzes Julio S. Martins escreveu em carta ao jornal O Globo que a RFFSA estava desinteressada em investir na melhoria dos trens de subúrbio por não concluir a instalação do CTC e apelava ao então ministro dos Transportes Mário Andreazza para retomar o plano de melhorias dos subúrbios. O sistema de sinalização CTC logo foi abandonado em nome do Automatic train control (ATC), concluído em 1975 no trecho São Paulo-Mogi. No ano seguinte a RFFSA inaugurou a Estação Estudantes, ao lado das duas universidades mogianas. 
Com demanda de passageiros cada vez menor, o novo "Trem dos Estudantes" foi extinto em 1984.